# Прокіп Великий
Прокіп Голий, пізніше названий Прокіп Великий (чеськ. Prokop Holý, чеськ. Prokop Veliký; близько 1380 — 30 травня 1434, Липани) — знаменитий гуситський вождь, один з воєначальників, що очолили таборитів після смерті Яна Жижки.

## Біографічні відомості
Він був племінником багатого празького дворянина і купця Генріха Пуша із Цах, який усиновив його і призначив до духовного звання. Здобувши освіту в Празі, Прокіп Голий довершив її в подорожах по Франції, Іспанії, Італії та Палестині й, повернувшись на батьківщину, став священником.
Скоро він прийняв гуситство. У 1421 році потрапив за це у в'язницю. З початком гуситських воєн приєднався до Яна Жижки і, вже одружений, відправляв священницькі обов'язки. Після смерті Жижки, в 1426 році, став головним ватажком таборитів. У цьому ж році Прокіп Великий під стінами міста Ауссіга розбив до ноги німців.
У 1427 році витіснив з Моравії Альбрехта Австрійського й спустошив австрійські землі до Дунаю, а потім, разом з іншим гуситським гетьманом Прокопом Малим, і Сілезію.
Здобувши верх над помірними гуситами та заволодівши Прагою, Прокіп Великий ще раз розбив німців й спустошив Сілезію, Моравію та Угорщину до Пресбургу, а в 1429 і 1430 роках — Майсен, Франконію та Нижню Баварію.
Після нових спустошень Моравії та Сілезії імператор Сигізмунд спробував, але безрезультатно, увійти в угоду з Прокопом Великим в місті Егер. Коли кардинал Юліан організував нове хрестоносне ополчення під командуванням Фрідріха Бранденбурзького (90 000 піхоти, 40 000 кінноти, 9000 возів, 150 гармат), воно розбіглося, лише тільки почуло про наближення Прокопа Голого, який остаточно розбив хрестоносців під Домажліце (1431) і пройшов Лузацію до Франкфурта, спустошивши потім Сілезію.
У 1433 році Прокіп Великий був серед восьми чеських послів на Базельському соборі, вимовляв вогненні промови, але без успіху повернувся додому. Коли 1433 року помірні гусити визнали «Базельські компактати», а дворянська реакція явно стала брати верх, Прокіп Великий разом зі своїми таборитами дав реакційній партії битву під Липанами (1434), де був розбитий і убитий разом з іншим полководцем таборитів — Прокопом Малим. З їхньою поразкою і загибеллю пов'язують кінець революційного гуситського руху.

### Прізвисько
Прізвище «Голий» — судячи з усього пов'язане його прізвиськом. Історики довгий час вважали, що воно позначає лису людину. Лише порівняно недавно відкрилося, що це прізвисько пов'язане зі звичкою Прокопа голитися. Майже всі гусити, щоб наблизитися своїм зовнішнім виглядом до Христа та апостолів, ходили з бородами. Тільки Прокіп Голий весь час свого перебування в місті Табор голився, і таким чином отримав своє прізвисько. Однак в останній період життя його вже називали «Великим».

### Образ у літературі
У романі «Божі Воїни» Анджей Сапковський описує Прокопа Голого наступним чином:
|  | Прокіп до революції був священником, говорили, що він походить із Праги, з роду староміських патриціїв. До гуситів він пристав одразу після дефенестрації, але до 1425 року був усього лише одним із багатьох таборитських проповідників, серед яких виділявся не тільки розумом, холоднокровністю й толерантністю, а й тим, що всупереч приписам гуситської літургії не носив апостольської бороди, а щоранку педантично голився, плекаючи тільки свої славнозвісні вуса. Саме через це гоління й отримав він своє прізвисько — Голий. Після смерті Богуслава зі Швамберка Прокопа зовсім несподівано обрали найвищим гейтманом, головнокомандувачем Табора і верховним Справцею — так перекладалося титул director operationum Thaboritarum. Невдовзі після номінації Прокіп здобув друге прізвисько: Великий. І йшлося не тільки про зріст. Прокіп виявився справді великим вождем і стратегом, це довели гучні перемоги під Усті, під Цветгелем, під Таховом і Стршибором. Зоря Прокопа Голого світила яскраво. |